# Itsuro Shimoda
Itsuro Shimoda (em japonês 下田逸郎, Shimoda Itsurō; Miyazaki, 12 de maio de 1948) é um músico, cantor e compositor japonês. Ganhou espaço no cenário japonês e internacional no estilo musical de Folk Pop, misturado com estilos tradicionais japonêses. Foi membro dos grupos Shimonsai e  Tokyo Kid Brothers. Um do seus maiores êxitos é Everybody Anyone, lançada com o albúm "Love songs and Lamentations", em 1973.